# (744) Агунтина
(744) Агунтина (лат. Aguntina) — астероид внешней части главного пояса, который принадлежит к тёмному спектральному классу F. Он был открыт 26 февраля 1913 года немецким астрономом Йозефом Реденом в Венской обсерватории и назван в честь древнеримского города Агунтум. Исторические руины находятся недалеко от Лиенца в Восточном Тироле, на родине первооткрывателя. В 1912 году, незадолго до открытия астероида, здесь проходили обширные раскопки, в ходе которых были обнаружены монеты, глиняные маски, бронзовые предметы и расписные надгробия.

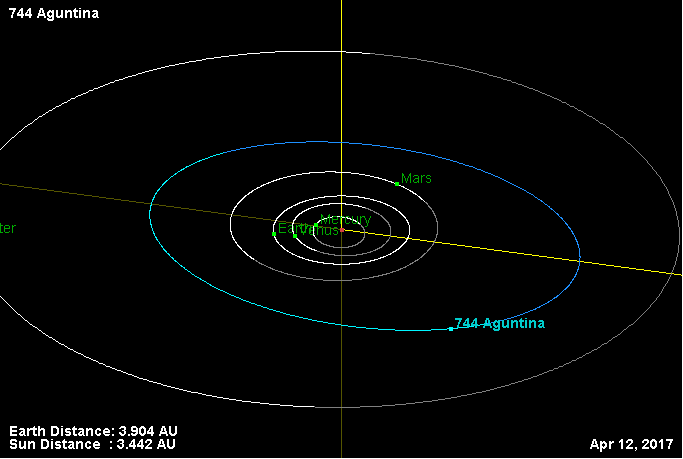
Орбита астероида Агунтина и его положение в Солнечной системе

Фотометрические наблюдения, проведённые в 2003 году, позволили получить кривые блеска этого тела, из которых следовало, что период вращения астероида вокруг своей оси равняется 17,47 ± 0,05 часам, с изменением блеска по мере вращения 0,50 ± 0,05 m, по другим данным период вращения астероида составляет 17,5020 ± 0,0544.
В зависимости от конкретного источника, данные о размерах астероида также заметно разнятся — от 55 до 68 км, а значение альбедо, на основании которых рассчитаны эти значения соответственно колеблются от 0,03 до 0,05. Так, согласно данным космического инфракрасного телескопа IRAS, диаметр астероида составляет 58,69 ± 7,0 км (альбедо 0,0423 ± 0,012), данные с японского спутника Akari соответствуют 55,80 ± 0,86 км (0,048 ± 0,002), инфракрасный телескоп WISE даёт значение 60,821 ± 1,218 км (0,0394 ± 0,0087), а 68,52 ± 3,88 км (0,031 ± 0,006).